# South Congaree
South Congaree és una població dels Estats Units a l'estat de Carolina del Sud. Segons el cens del 2000 tenia 2.266 habitants.

## Demografia
Segons el cens del 2000, South Congaree tenia 2.266 habitants, 890 habitatges i 652 famílies. La densitat de població era de 271,7 habitants/km².
Dels 890 habitatges en un 33,8% hi vivien nens de menys de 18 anys, en un 52,6% hi vivien parelles casades, en un 15,6% dones solteres, i en un 26,7% no eren unitats familiars. En el 22% dels habitatges hi vivien persones soles el 6,6% de les quals corresponia a persones de 65 anys o més que vivien soles. El nombre mitjà de persones vivint en cada habitatge era de 2,55 i el nombre mitjà de persones que vivien en cada família era de 2,95.
Per edats la població es repartia de la següent manera: un 26,1% tenia menys de 18 anys, un 9,4% entre 18 i 24, un 28,7% entre 25 i 44, un 25,8% de 45 a 60 i un 10,1% 65 anys o més.
L'edat mediana era de 36 anys. Per cada 100 dones de 18 o més anys hi havia 92,3 homes.
La renda mediana per habitatge era de 36.995 $ i la renda mediana per família de 39.250 $. Els homes tenien una renda mediana de 30.606 $ mentre que les dones 21.866 $. La renda per capita de la població era de 15.543 $. Entorn del 13,7% de les famílies i el 12,5% de la població estaven per davall del llindar de pobresa.

## Poblacions més properes
El següent diagrama mostra les poblacions més properes.